# Vjenčanje
Vjenčanje ili sklapanje braka je ujedno svečani čin i obred, gdje žena i muškarac postaju supružnici: suprug i supruga (kolokvijalno: muž i žena) te pred zakonom uživaju prava kao bračni par.  
Nakon sklapanja braka obično slijedi slavlje - vjenčanje ili svadba. Prije vjenčanja obično su zaruke.
U brojnim kulturama, vjenčanja nisu ograničena samo na kratku svečanost nego se odvijaju u dužem razdoblju.

## Vanjske poveznice
|  | Zajednički poslužitelj ima još gradiva o temi vjenčanja |
|  | Zajednički poslužitelj ima još gradiva o temi svatovi   |